# シュミット半島
シュミット半島（シュミットはんとう、ロシア語: Полуо́стров Шми́дта）は、樺太北部にある半島である。かつては聖エリザベート半島と書かれた地図も存在した。南北方向に長さ50kmあり、最北端は樺太の最北端でもある鵞小門岬（がおとみさき）が存在する。
半島には中央部に谷があり、谷を挟むように東西それぞれに尾根がある。東部の尾根の最高標高は623mとなっている。カラマツとトウヒの森、そして沼がいたるところにある。

## 名称
この地域の先住民であるニヴフは、ミフ・チョングル（Миф-тёнгр "大地の頭"）と呼んでいた。現在の名称であるシュミット半島は、1908年に地質学者のニコライ・ティホノビッチによって、サハリンを訪れた最初の地質学者であるフョードル・シュミットに敬意を表してこのように命名された。

## 概要
東の尾根の北端は、ウドット (552m) とバクラニー (539m) の山々、及び鵞小門岬（別名：エリザベート岬）があり、西部の尾根の北端はメアリー岬がある。

## 地形

### 岬
- 鵞小門岬（別名：エリザベート岬）
- メアリー岬

### 湾
- セヴェルヌイ湾
- プロンゲ湾